# Autostrada A12 (Chorwacja)
Autostrada A12 (chorw. Autocesta A12) – zaniechany projekt autostrady w Chorwacji. W 2008 roku została zaplanowana jako arteria będąca przedłużeniem drogi ekspresowej w kierunku Križevci, Koprivnicy i przejścia granicznego Gola na granicy z Węgrami.

## Historia
Razem z niedoszłą autostradą A13 miały tworzyć korytarz drogowy „Podravina Y”. Trasa ta miała odchodzić od A12 na węźle Vrbovec 2. Podczas gdy planowano przedłużenie arterii w stronę miejscowości Koprivnica i granicy chorwacko-węgierskiej, istniejący odcinek o długości 23 km miał zostać rozbudowany i dostosowany do parametrów autostrady. W następnej kolejności przewidziano powstanie odcinka 20-kilometrowego węzeł Gradec (razem z węzłem) – Kloštar Vojakovački, gdzie trasa przechodziłaby w drogę krajową D41. Założono wybudowanie następujących węzłów drogowych: Gradec z drogą krajową D28 w kierunku Bjelovaru i Vrbovca, Križevci z drogą D22 i Lemeš obsługującego park przemysłowy w pobliżu Križevci. W 2009 roku oficjalnie zapowiedziano rozpoczęcie budowy, jednak przez ponad rok nie wykonano żadnych prac. W maju 2010 roku ponownie ogłoszono rozpoczęcie prac, które tym razem miało wydarzyć się jesienią tego roku. Zakładano oddanie do użytku autostrady do 2013 roku.
Planowano także budowę dalszych odcinków, jednak nigdy nie określono harmonogramu prac. Droga miała ominąć Koprivnicę od wschodu i zakończyć swój przebieg w miejscowości Gola.

## Krytyka i zaniechanie
Pomimo ogłoszenia w maju 2009 roku powstania autostrady faktyczne działania związane z wytyczeniem drogi, wydawaniem zezwolenia na budowę oraz prac budowlanych zostały odłożone w czasie na bliżej nieokreślony termin, co spotkało się z wyrazem krytyki i przyrównania projektu do „kiełbasy wyborczej” związanej ze zbliżającymi się wyborami samorządowymi.
2 maja 2012 roku zarząd agencji Hrvatske autoceste, odpowiedzialnej za autostrady w Chorwacji, zapowiedział zaniechanie realizacji trasy, oczekując na akceptację ze strony rady nadzorczej. Zdaniem agencji nigdy nie zarezerwowano żadnych środków na powstanie arterii, ponadto odmówiła ona udzielenia komentarza w sprawie wypłaty odszkodowań dla firm mających wybudować drogę.
W maju 2012 roku europejska spółka Strabag zażądała 30 milionów kun (około 4 mln €) rekompensaty z powodu opóźnienia budowy na co nie zgodziło się Hrvatske autoceste, argumentując to nie dopełnieniem warunków umowy przez firmę.
Ostatecznie 20 czerwca 2012 roku rząd Chorwacji zrezygnował z realizacji projektu.

## Przebieg autostrady
- Grabrić
- Gradec
- Križevci
- Sokolovac
- Koprivnica